# Lymantria morio
Lymantria morio is een vlinder uit de familie van de spinneruilen (Erebidae) en de onderfamilie van de donsvlinders (Lymantriinae). De wetenschappelijke naam is gepubliceerd in 1758 door Linnaeus in de tiende editie van Systema naturae.
De soort komt voor in tropisch Afrika.